# Huitième circonscription de la préfecture de Kanagawa
La huitième circonscription de la préfecture de Kanagawa (神奈川県第8区, Kanagawa-ken dai-hachi-ku) est l'une des vingt circonscriptions législatives que compte la préfecture de Kanagawa au Japon.

## Description géographique
Entre 1994 et 2002, la huitième circonscription de la préfecture de Kanagawa regroupait l'arrondissement d'Aoba de la ville de Yokohama et l'arrondissement de Miyamae de la ville de Kawasaki.
Entre 2002 et 2017, elle correspondait aux arrondissements de Midori et Aoba de la ville de Yokohama.
Entre 2017 et 2022, elle comprenait les arrondissements de Midori et Aoba ainsi qu'une partie de l'arrondissement de Tsuzuki.
Depuis 2022, elle correspond à nouveau aux seuls arrondissements de Midori et Aoba,.

## Députés
| Législature | Début de mandat | Fin de mandat | Député élu            | Parti politique | Parti politique |
| ----------- | --------------- | ------------- | --------------------- | --------------- | --------------- |
| 41e         | 1996            | 2000          | Hiroshi Nakada (ja)   |                 | Shinshintō      |
| 42e         | 2000            | 2002          | Hiroshi Nakada (ja)   |                 | SE              |
| 42e         | 2002            | 2003          | Kenji Eda (ja)        |                 | SE              |
| 43e         | 2003            | 2005          | Tetsundo Iwakuni (ja) |                 | PDJ             |
| 44e         | 2005            | 2009          | Kenji Eda             |                 | SE              |
| 45e         | 2009            | 2012          | Kenji Eda             |                 | VP              |
| 46e         | 2012            | 2014          | Kenji Eda             |                 | VP              |
| 47e         | 2014            | 2017          | Kenji Eda             |                 | Ishin           |
| 48e         | 2017            | 2021          | Kenji Eda             |                 | SE              |
| 49e         | 2021            | 2024          | Kenji Eda             |                 | PDC             |
| 50e         | 2024            | -             | Kenji Eda             |                 | PDC             |